# El Palmar de Troya
El Palmar de Troya és un municipi de la província de Sevilla, a Andalusia. El 2019 tenia 2.340 habitants. Fins al 2018 va ser una entitat local autònoma del municipi d'Utrera.
L'escut representa una Torre (la Torre de l'Àguila), als seus peus, les mates de margallons que donen origen a la denominació del poble, i damunt la bandera verda, blanca i verd d'Andalusia.
La bandera és composta per tres bandes horitzontals d'igual grandària, la superior i la inferior de color blau marí, la central de color groc amb l'escut en el centre.

## Història

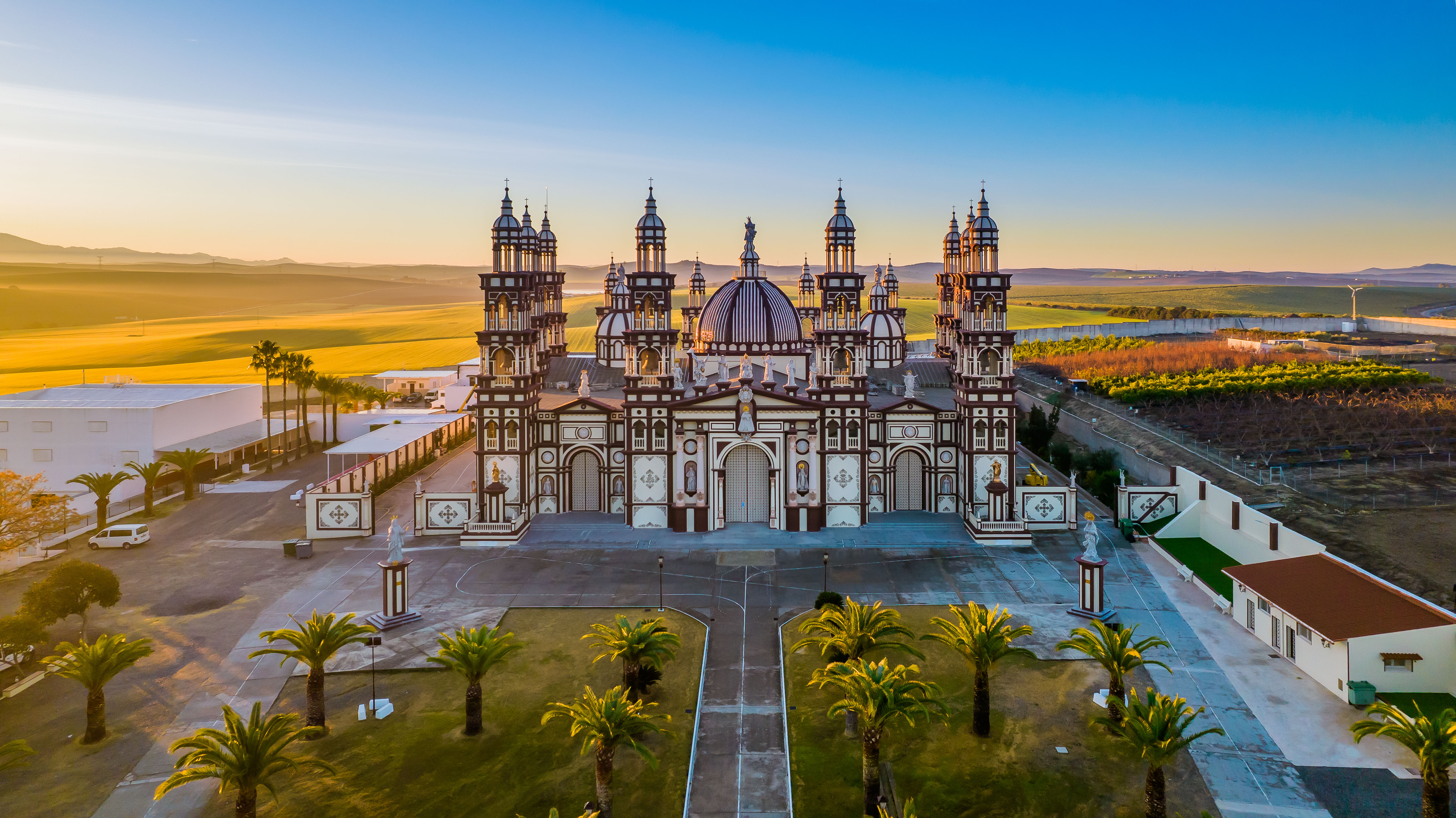
Catedral de El Palmar de Troya

Encara que existeixen dades històriques d'època romana i del segle xiii quan pertanyia a la "Banda morisca", l'actual assentament es deu principalment als familiars dels presos polítics que després de la guerra civil van construir el pantà de l'Àguila i posteriorment a ells mateixos.
En l'actualitat és coneguda sobretot pel temple de l'Ordre dels Carmelites de la Santa Faç, que és una escissió herètica de l'Església catòlica i que va acabar sent l'Església catòlica palmariana. Va ser fundada per Clemente Domínguez y Gómez al costat de Manuel Alonso Corral. Els papes de El Palmar són considerats per l'Església catòlica com antipapes. Uns altres consideren aquesta organització una secta.
A l'octubre de 2018, mitjançant un decret de la Junta d'Andalusia, va esdevenir municipi independent, separant-se d'Utrera.